# Ен-Менгалана
Ен-Менгалана, Енменгалана, (Ен-мен-гал-ана) — 4-й додинастичний цар легендарного періоду до Великого потопу.
Другий з трьох відомих міфічних царів другого міста-держави стародавнього Шумеру Бад-Тібіра, розташованого на півдні давньої Месопотамії і правив 8 куль (28 800 років), згідно Ніппурського царського списку. Згідно царського списку до всесвітнього потопу в Шумері по черзі правили 9 царів, які почергово змінювалися у 5 містах-державах загальною тривалістю правління 277 200 років.
Йому приписують божественне походження і він вважається легендарним правителем (енсі) Шумерів, оскільки його існування не підтверджено іншими джерелами, крім Ніппурського царського списку, який оповідає наступне: 
Ен-Менлуана правив в Бад-тібірі 12 куль (43 200 років), після нього правителем міста значиться Ен-Менгалана, який правив 8 куль (28 800 років), а третім і останнім правителем значиться Думузі-рибалка, який правив 10 куль (36 000 років) (цікава обставина, що крім нього точно такі ж року правління царський список приписує ще двом допотопним царям, представникам I Раннього династичного періоду — Ал-Лалгару, другому правителю Еріду і Зіусудре, третього правителя Шуруппака).
Виходячи з того ж списку можна зробити висновок, що всесвітній потоп стався 12 тис. Років до н. е., отже початок правління архаїчного царя Ен-Менгалани слід віднести до 181 тисячоліття до н. е. Прийнято вважати, що роки його правління значно завищені. Згідно Ніппурського царського списку його змінив Думузі-пастух.